# 陳昭儀 (後梁太祖)
陳昭儀（?—?），五代十国后梁妃嫔，宋州（治今河南省商丘市）人，梁太祖朱温的昭儀。
陳氏年轻时以美色选为朱温的妾室。朱温富贵後，嫔妾一共数百人，而陳昭仪被专宠。朱温有一次得病，陈昭仪与数十个尼姑昼夜为他做佛事，未尝片刻懈怠休息，朱温以为陳昭儀爱自己，更加宠爱她。开平三年（909年），陳昭儀剃度为尼，居住在宋州佛寺。